# أقوى حكيم مع أضعف قمة
أقوى حكيم مع أضعف قمة (بالإنجليزية: The Strongest Sage With the Weakest Crest)‏ هي رواية خفيفة يابانية نشرت لأول مرة في ديسمبر 2016 على موقع شوسيتسوكا ني نارو تم تحويلها لمانغا نشرت في 2017 ومن المقرر عرض مسلسل أنمي من إنتاج جاي سي ستاف سيعرض في يناير 2022.